# Airness
Airness ist ein im Jahr 1999 vom französisch-malischen Boxer Malamine Koné in Saint-Denis gegründeter Sportartikel- und Schuhhersteller.
Das Markenzeichen ist ein schwarzer Panther. Der aus Mali stammende Koné machte sich als Boxer einen Namen und bekam den Übernamen la Panthère. Er nahm 1996 an den Olympischen Spielen teil und war Fahnenträger. 1999 gründete er dann die Firma Airness, welche schnell bekannt wurde. Der Fußballspieler Steve Marlet, ein ehemaliger Klassenkamerad Konés, half dabei, mit Gratis-Reklame für die Firma zu werben. Am 4. März 2005 wurde Airness Ausstatter der Fußballnationalmannschaft von Mali. Zur Saison 2006/07 wurde Airness Ausrüster der Vereinsmannschaften Stade Rennes, FC Nantes, FC Valenciennes, FC Fulham, Boavista Porto und KRC Genk sowie der Fußballnationalmannschaften von der Demokratischen Republik Kongo, der Republik Kongo, Guinea, Gabun, Benin und den Kap Verden. Außerdem stattet Airness seit 2006 den Basketballverein Stade Lorrain Université Club Nancy Basket und die Rugbymannschaft CS Bourgoin-Jallieu aus. Seit 2007 ist Airness auch der Ausstatter der russischen Tennisspieler Nikolai Dawydenko und Nadia Petrowa.

## Ausrüster
Airness ist Ausrüster folgender Mannschaften:

### Fußball

#### Vereine
- FC Nantes
- FC Valenciennes
- FC Fulham
- Boavista Porto
- KRC Genk

#### Nationalmannschaften
- Fußballnationalmannschaft der Demokratischen Republik Kongo
- Fußballnationalmannschaft der Republik Kongo
- Fußballnationalmannschaft von Mali
- Fußballnationalmannschaft der Kap Verden
- Fußballnationalmannschaft von Guinea
- Fußballnationalmannschaft von Benin

### Rugby
- CS Bourgoin-Jallieu

### Basketball
- SLUC Nancy